# Кондрашкин, Сергей Петрович
Сергей Петрович Кондрашкин (1908, Кивать, Симбирская губерния — 15 января 1944, Кандалакшский район, Мурманская область) — участник Великой Отечественной войны, командир отделения 2-го отдельного стрелкового батальона 77-й морской стрелковой бригады 19-й армии, Карельского фронта, сержант.

## Биография
Родился в 1908 году в селе Кивать (ныне Кузоватовский район, Ульяновская область, Россия).
В июне 1941 года был призван в РККА, воевал на Западном фронте. 28 августа 1941 года был тяжело ранен, после излечения попал в состав 77-й морской стрелковой бригады и в её составе направлен на Карельский фронт, где с начала января 1942 года участвовал в боях на кандалакшском направлении. Линия фронта там проходила по реке Верман и с 1941 года оставалась сравнительно стабильной: велись частные бои за улучшение позиций.
В одном из таких боёв 15 января 1944 года бригада силами двух стрелковых рот атаковала опорный пункт. Сержант Кондрашкин, будучи наводчиком ручного пулемёта, вступил в огневой бой с пулемётной точкой противника, расположенной в дзоте. Подавить огонь пулемёта своим огнём не удалось, тогда сержант Кондрашкин, вооружившись гранатами, начал продвижение к дзоту и был тяжело ранен в грудь. Тем не менее, сержант Кондрашкин продолжал ползком продвигаться к огневой точке, дополз до входа в ДЗОТ и гранатами подорвал расчёт противника вместе с пулемётом, где подорвался и сам. Тело героя было оставлено на поле боя.
Был представлен к званию Героя Советского Союза, представление было поддержано всеми инстанциями, вплоть до Военного совета Карельского фронта, но по неизвестным причинам награждение не состоялось, и лишь 3 октября 1944 года Приказом войскам Карельского фронта № 0471 сержант Кондрашкин был награждён посмертно орденом Отечественной войны 1 степени.

## Память
Подвигу сержанта Кондрашкина посвящён стенд в школьном музее села Кивать.